# Castle Rock
Castle Rock или костыль — самый первый в Санкт-Петербурге и ныне существующий рок-магазин, расположенный в двух подвальных помещениях, во дворе дома № 47 или бывшего Доходного дома Ф. И. Коровина на Лиговском проспекте. Магазин приобрёл культовый статус среди неформальных сообществ Петербурга. 

## Описание

Граффити у магазина

В магазине продают диски рок-групп, тематические журналы, плакаты, книги, футболки и другие предметы гардероба в рок-стиле, в нём можно приобрести более 20000 наименований рок-атрибутики, купить билеты на рок-концерты или сделать татуировку. Двор, в котором расположен магазин оформлен несколькими граффити рок-тематики, ЖКС предпринимала попытки их закрасить. Также в магазине выставлены «экспонаты» — концертные костюмы Михаила Горшнева, солиста «Короля и Шута» или Ильи Чёрта из «Пилота», которые музыканты подарили магазину в знак поддержки. Одно из стен магазина украшает панно, отсылающее к «Тайной вечере», но вместо святых там изображены рок-легенды.
Директором магазина является Леонид Фридман, возглавивший его после 2000 года. Отвечая на вопрос о названии магазина, Фридман упоминал романское слово castello, обозначающее «укрепление» или «башню». Также во дворе у магазина расположена вентиляционная башня, созданная для жизнеобеспечения бомбоубежища, в помещениях которого и открылся магазин. Торговая марка магазина была зарегистрирована в 2003 году.

## История
Магазин был открыт в 1993 году вначале в построенном из жести сарая, позже владельцы арендовали пустующий подвал, затем выкупили его, углубили и расширили. Магазин помогал в 1990-е годы продвигать восходящих рок-звёзд, продавая записи с их музыкой ещё до распространения интернета. Магазин помогал продвигать в том числе такие рок-группы, как Югендштиль, Химера, Король и Шут, Последние танки в Париже, Нож для фрау Мюллер, Сказы леса, Markscheider Kunst и другие. В 1990-е годы обстановка вокруг магазина была неспокойной, так как на посетителей магазина вели охоту скинхеды и могли устраивать потасовки во дворе.
Castle Rock приобрёл культовый статус среди неформальных групп в Петербурге и стал одним из главных мест притяжения для встречи панков и рокеров. Castle Rock периодически посещают рок-звёзды, где могут пообщаться с фанатами и раздать автографы.
Всплеск интереса к Castle Rock произошёл после выхода успешного сериала «Король и шут». Фридман заметил, что магазин стали посещать представители старшего поколения, утратившие интерес к року или панку 10 — 20 лет назад, а также их дети и другие члены семьи

## Галерея

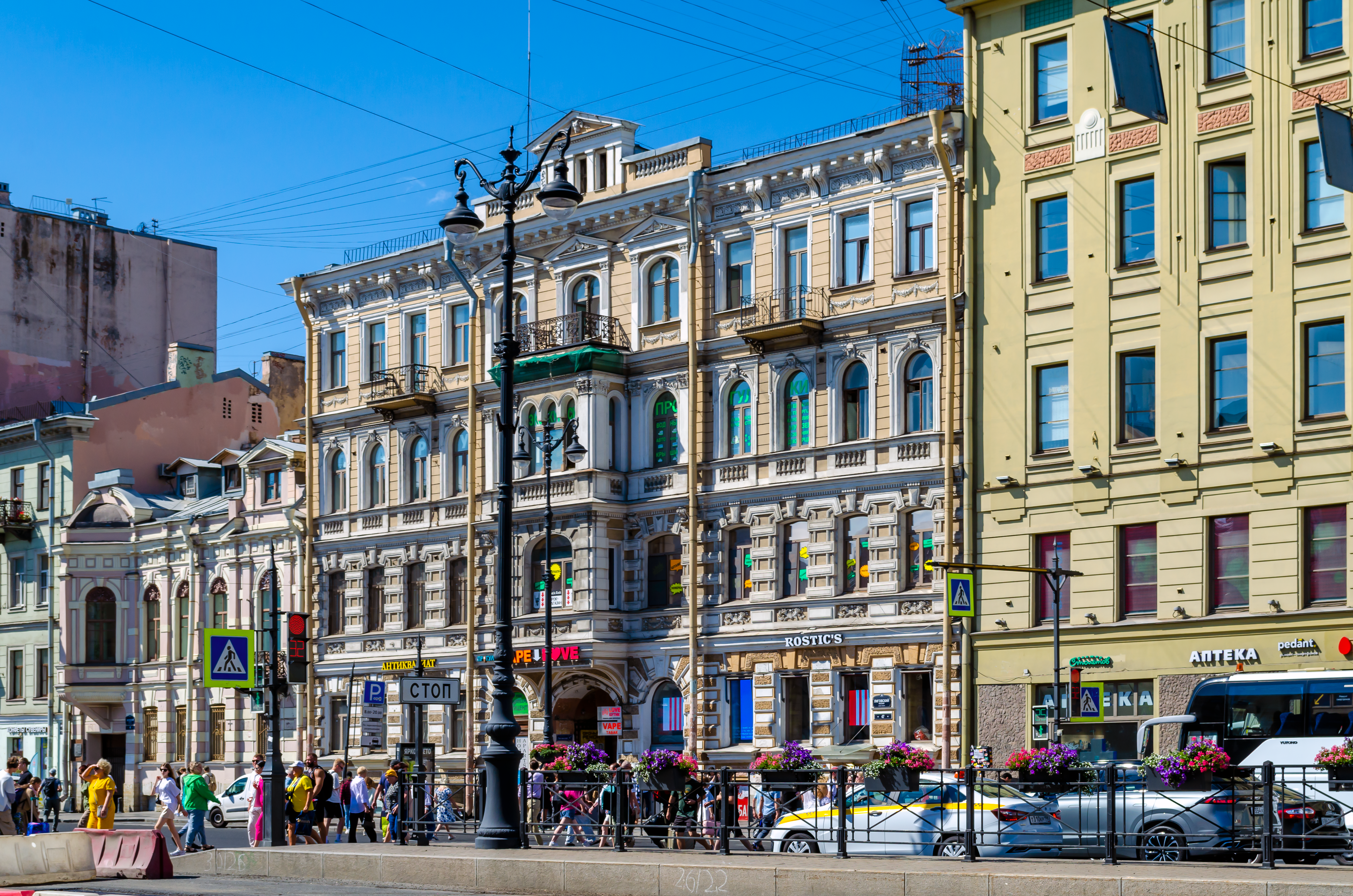
Доходный дом Коровина, во дворе которого располагается «Костыль»
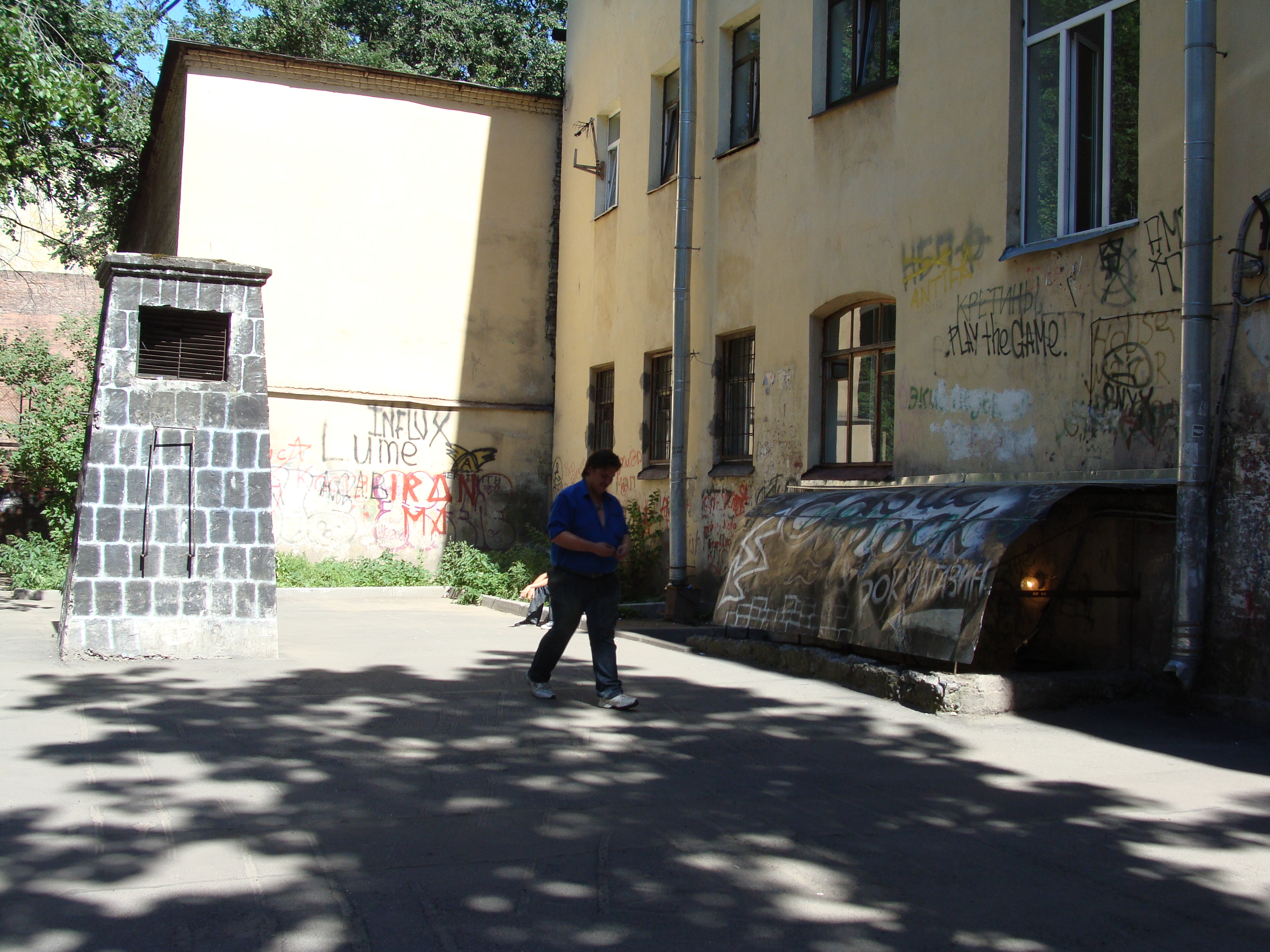
Внутренний двор со входом в магазин
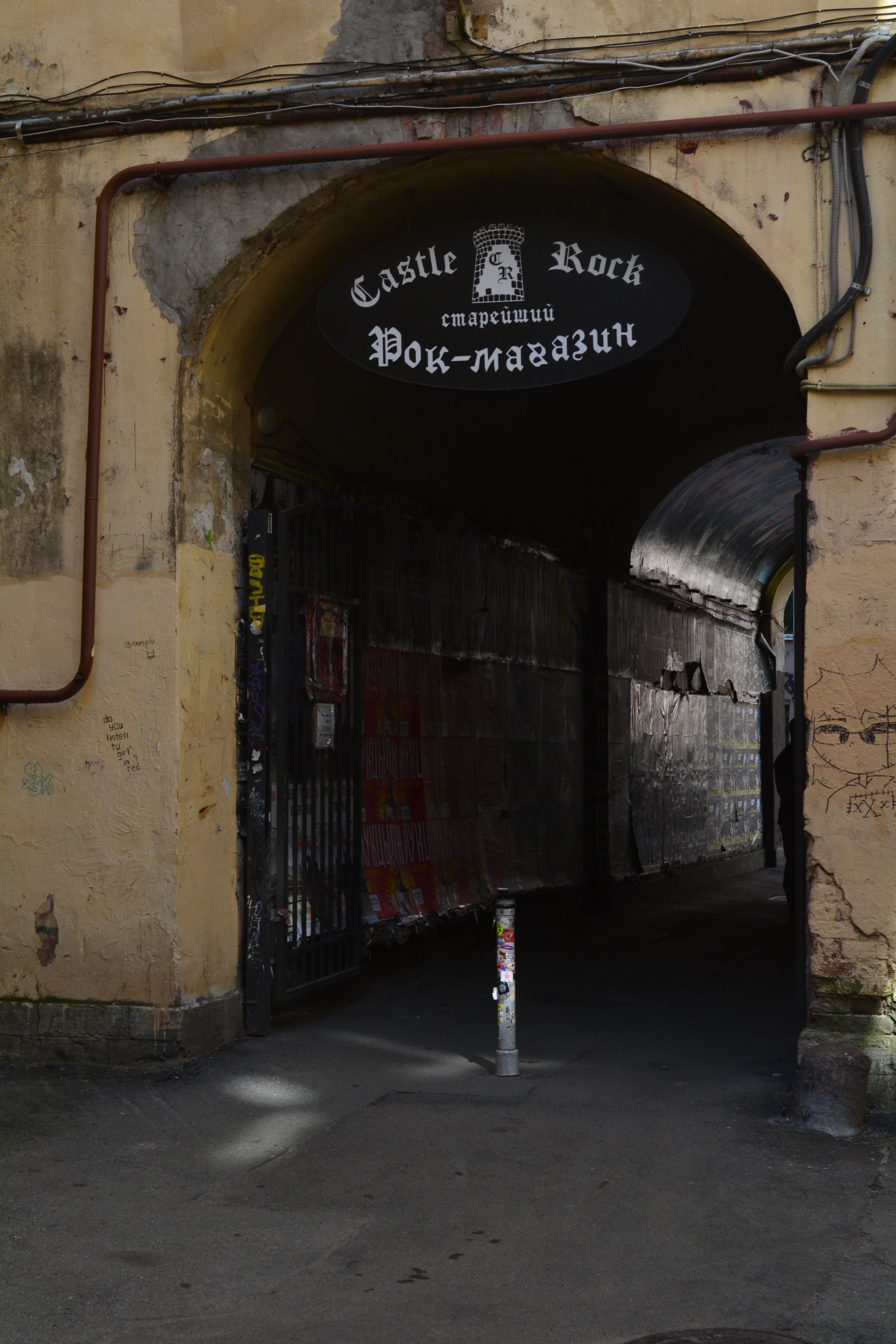
Арка со входом во двор, где располагается магазин
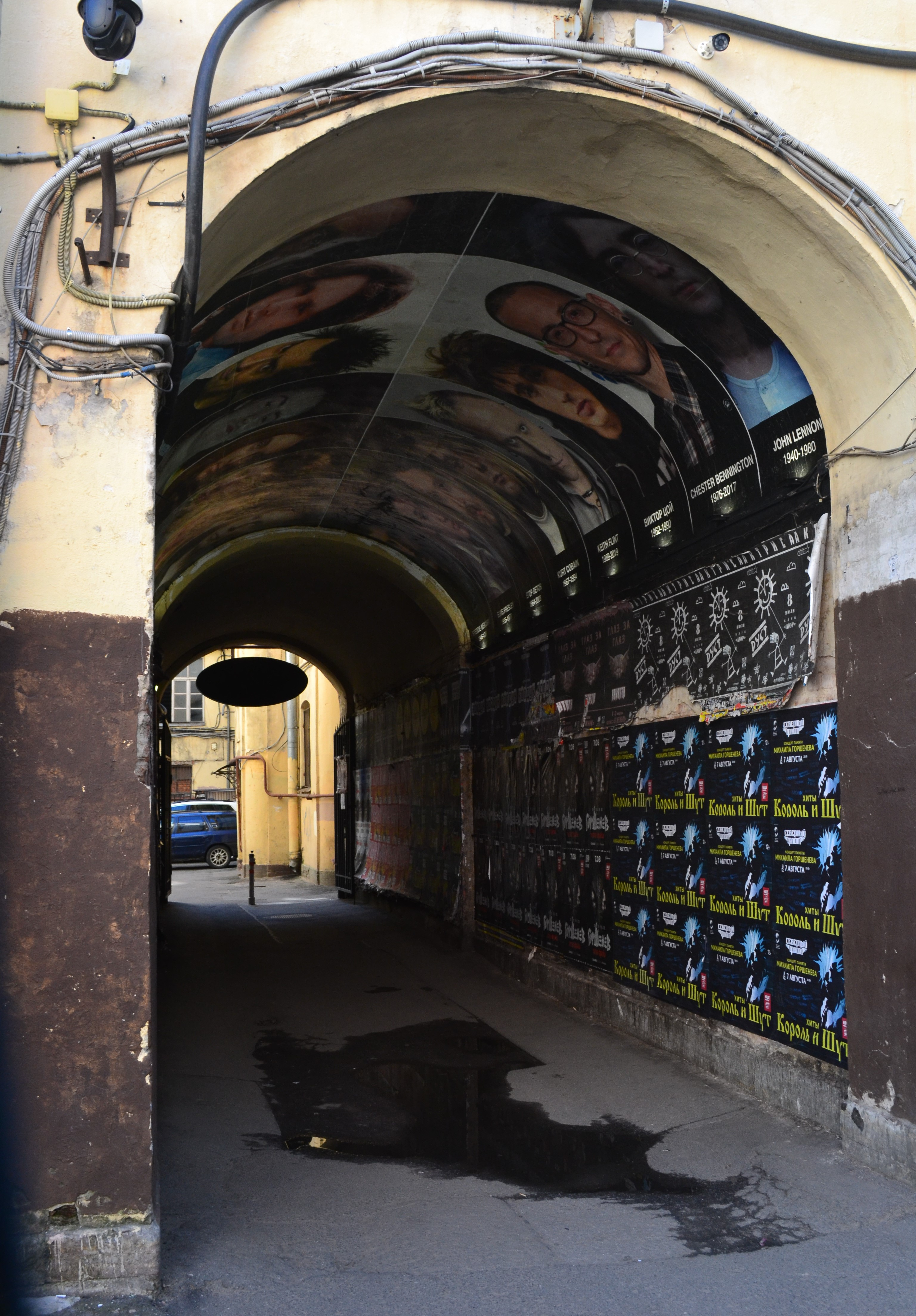
Арка со другой стороны
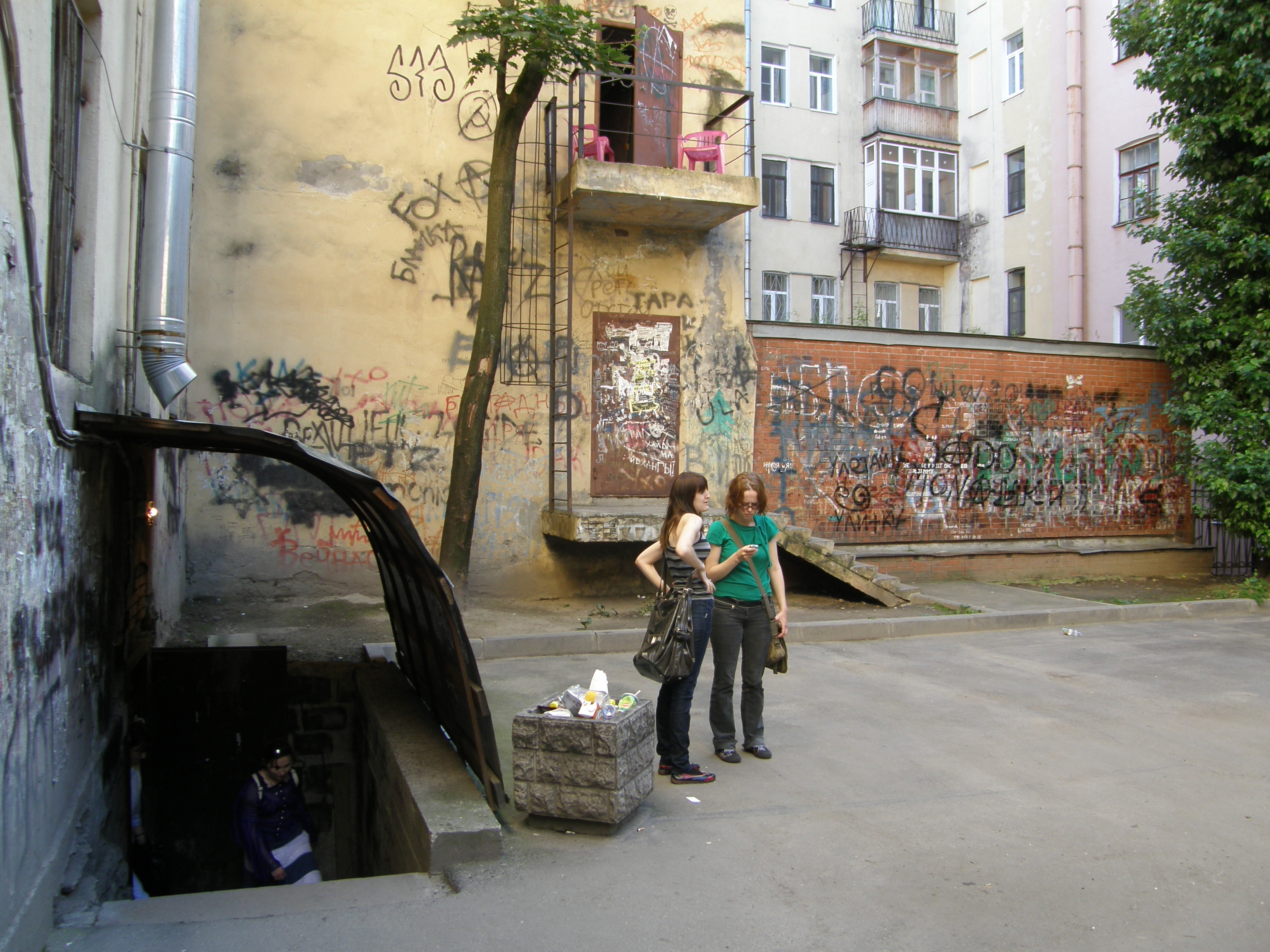
Вход в подвал магазина
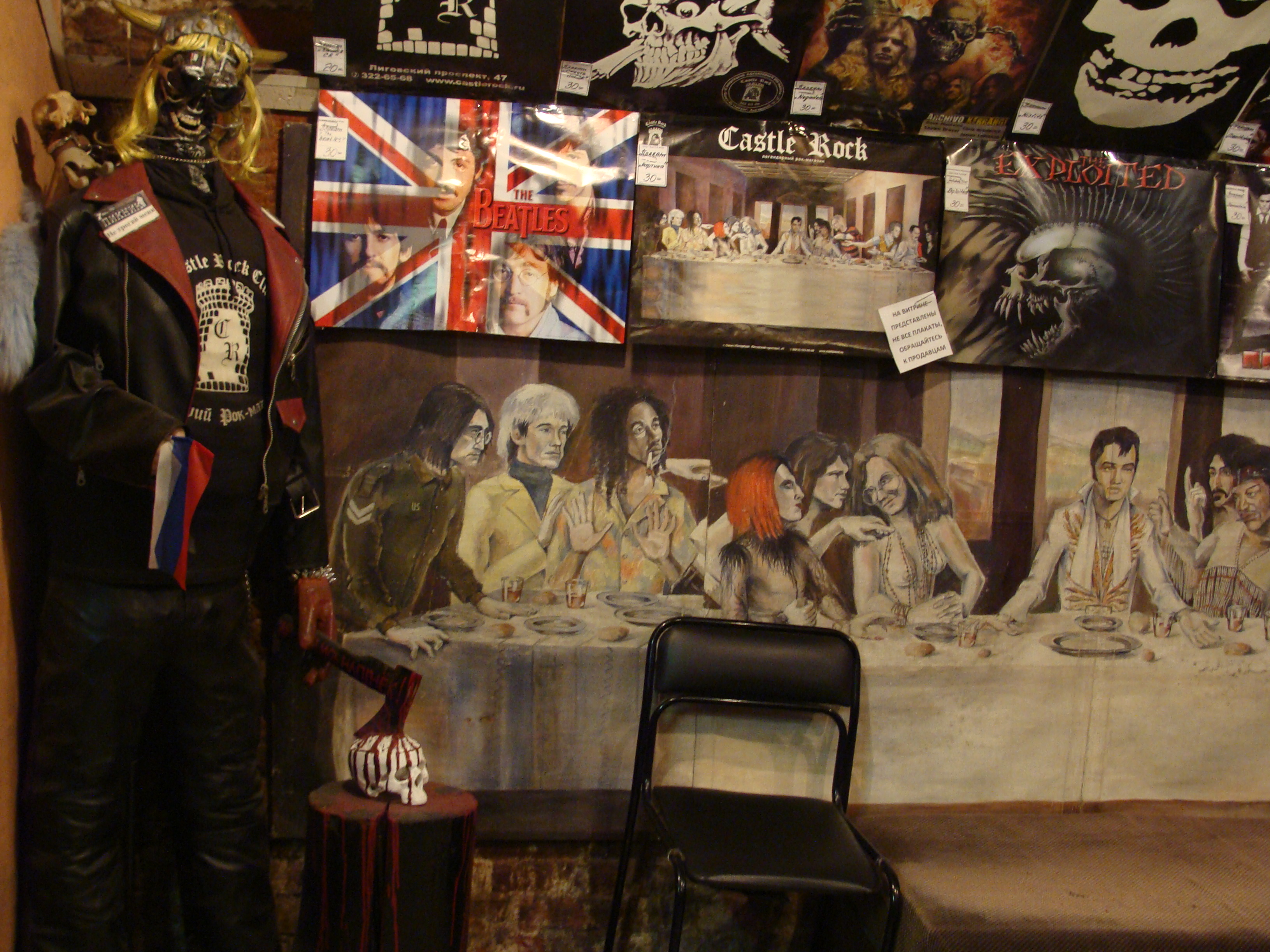
«Тайная вечеря» с рок-звёздами
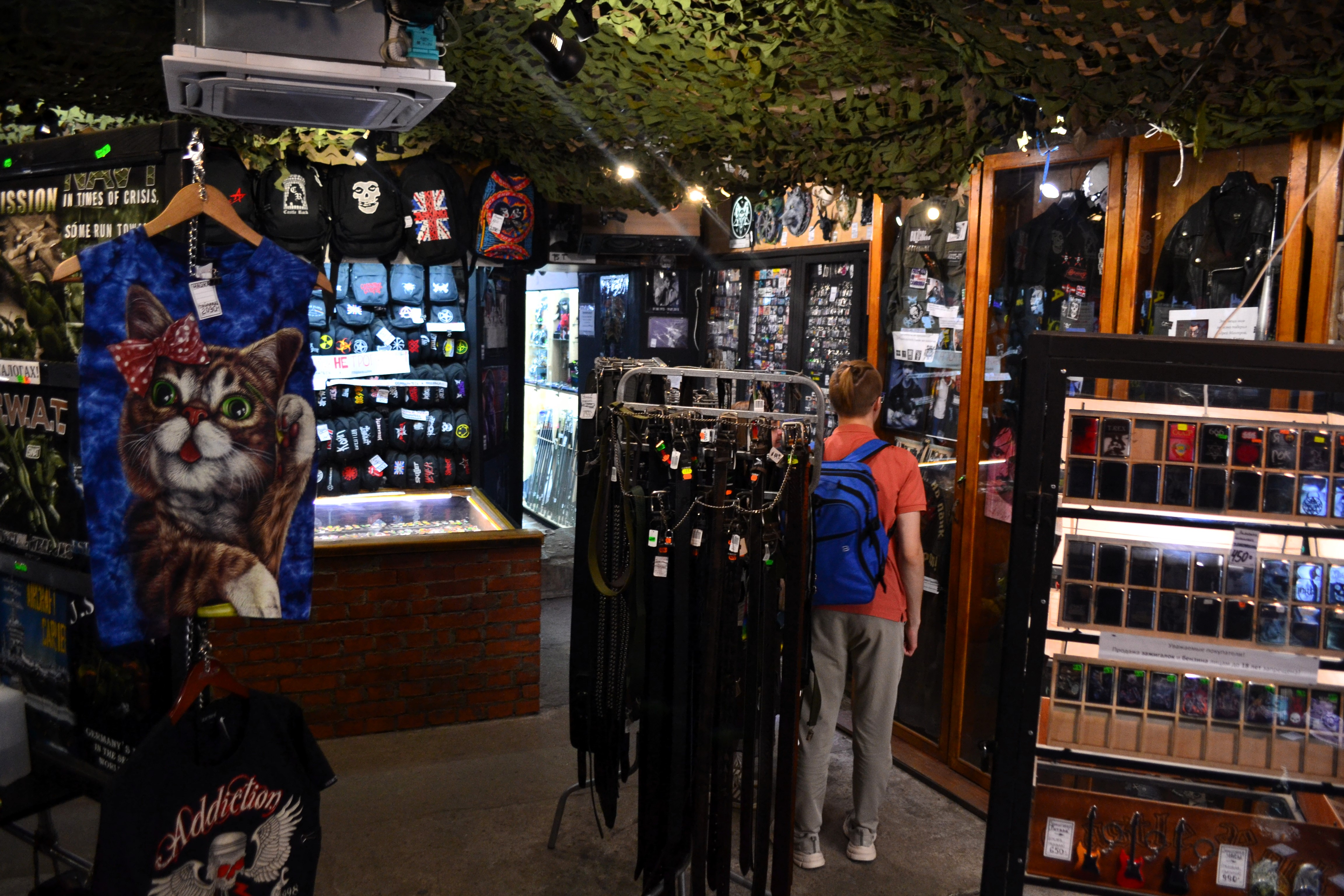
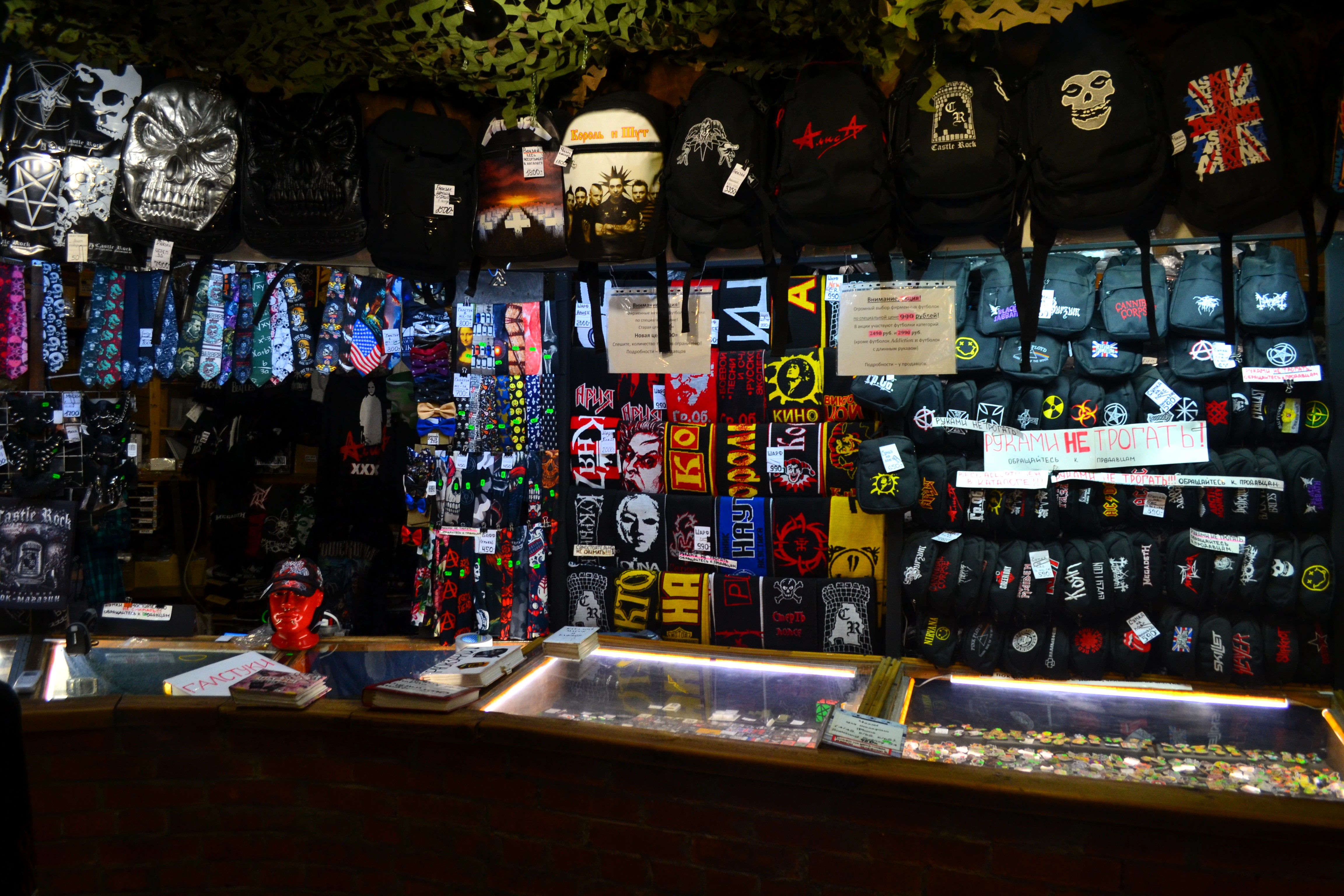
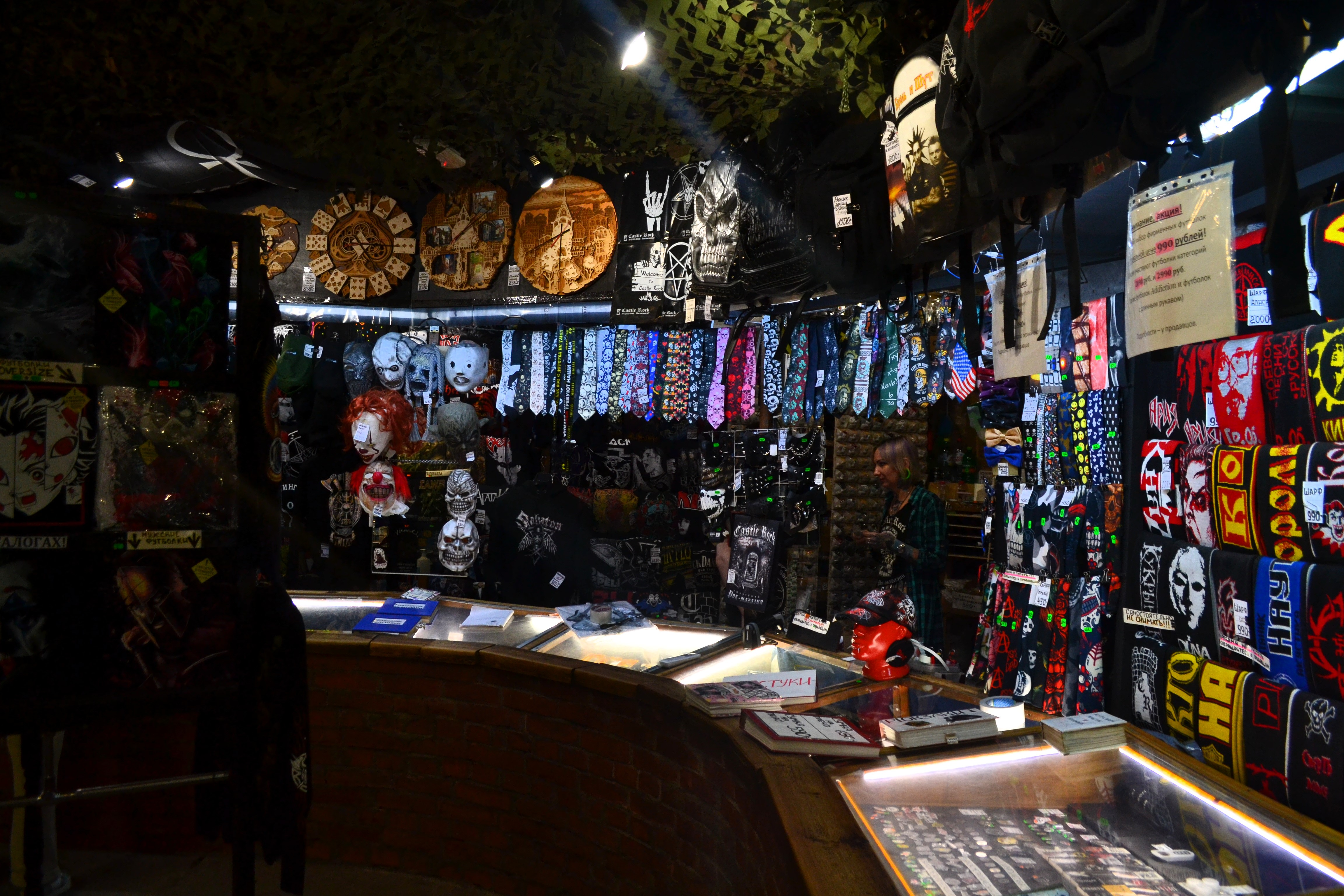
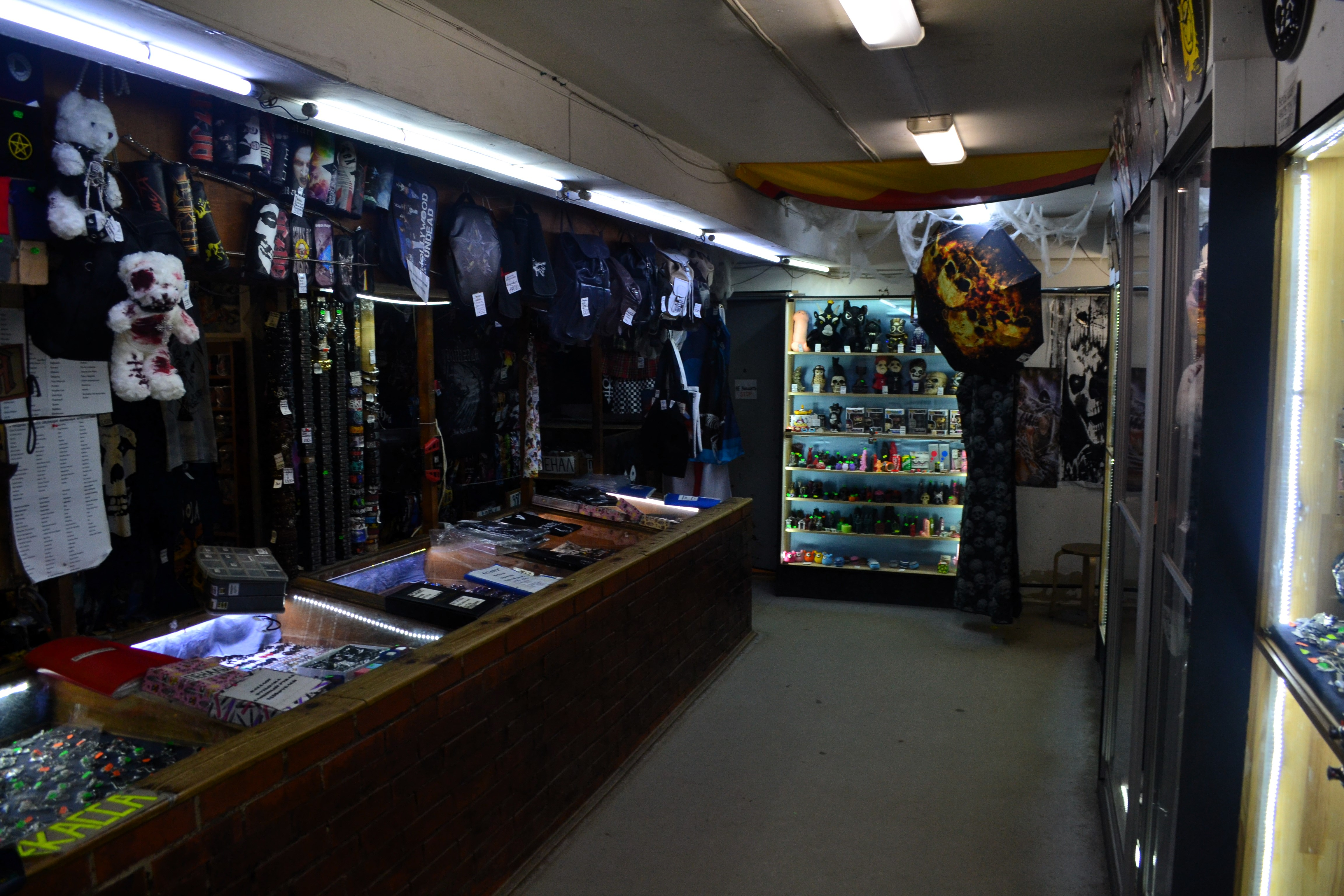
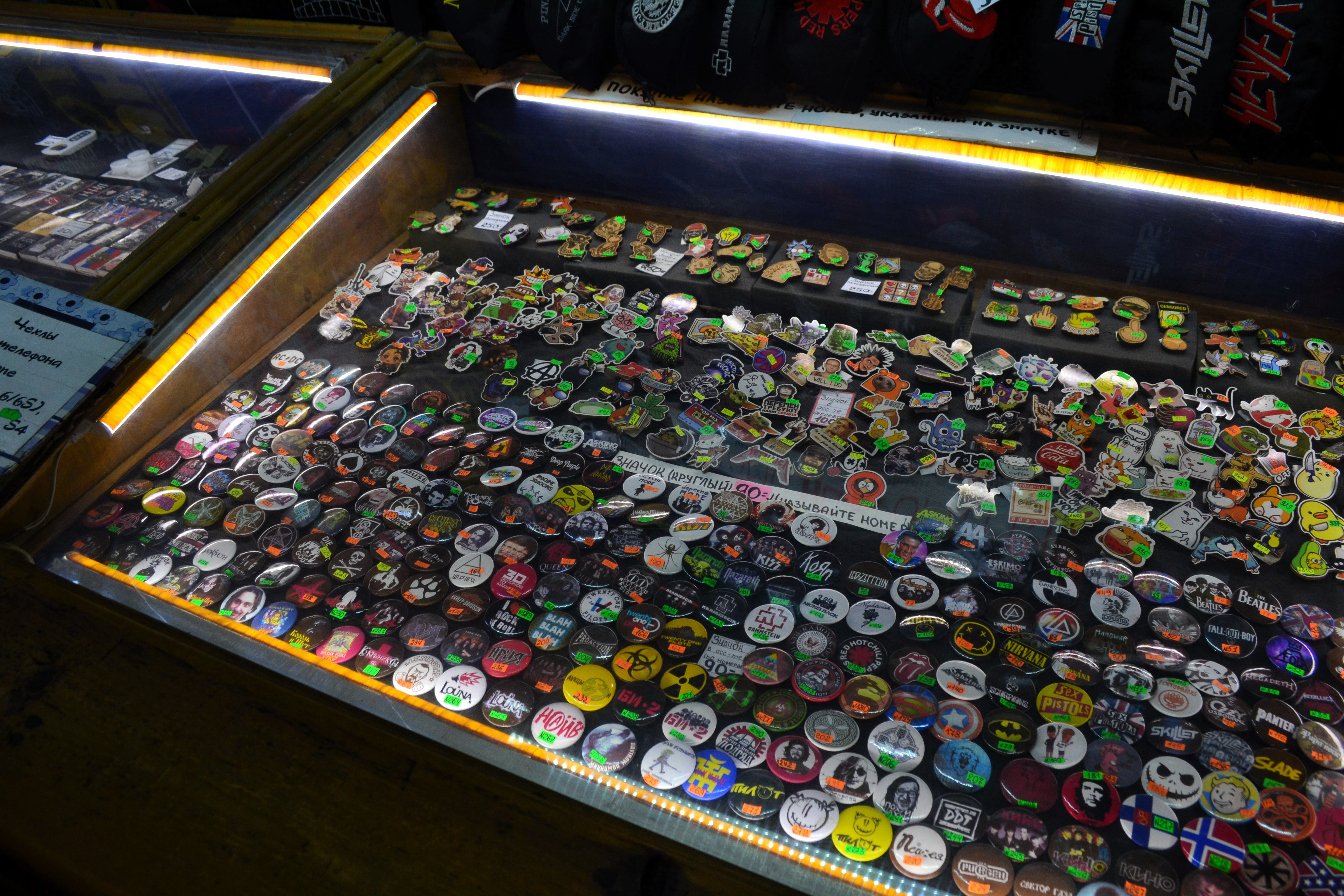
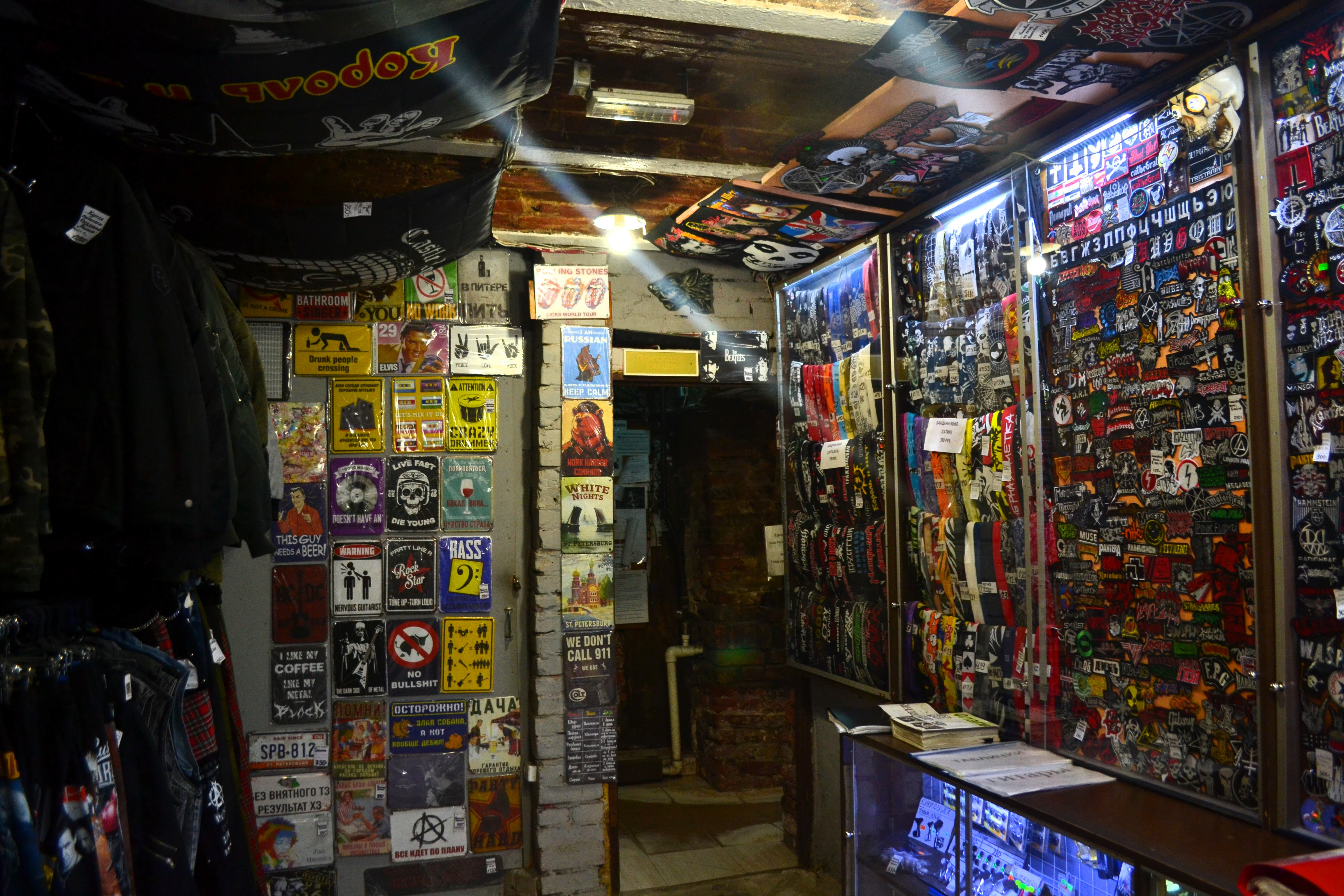
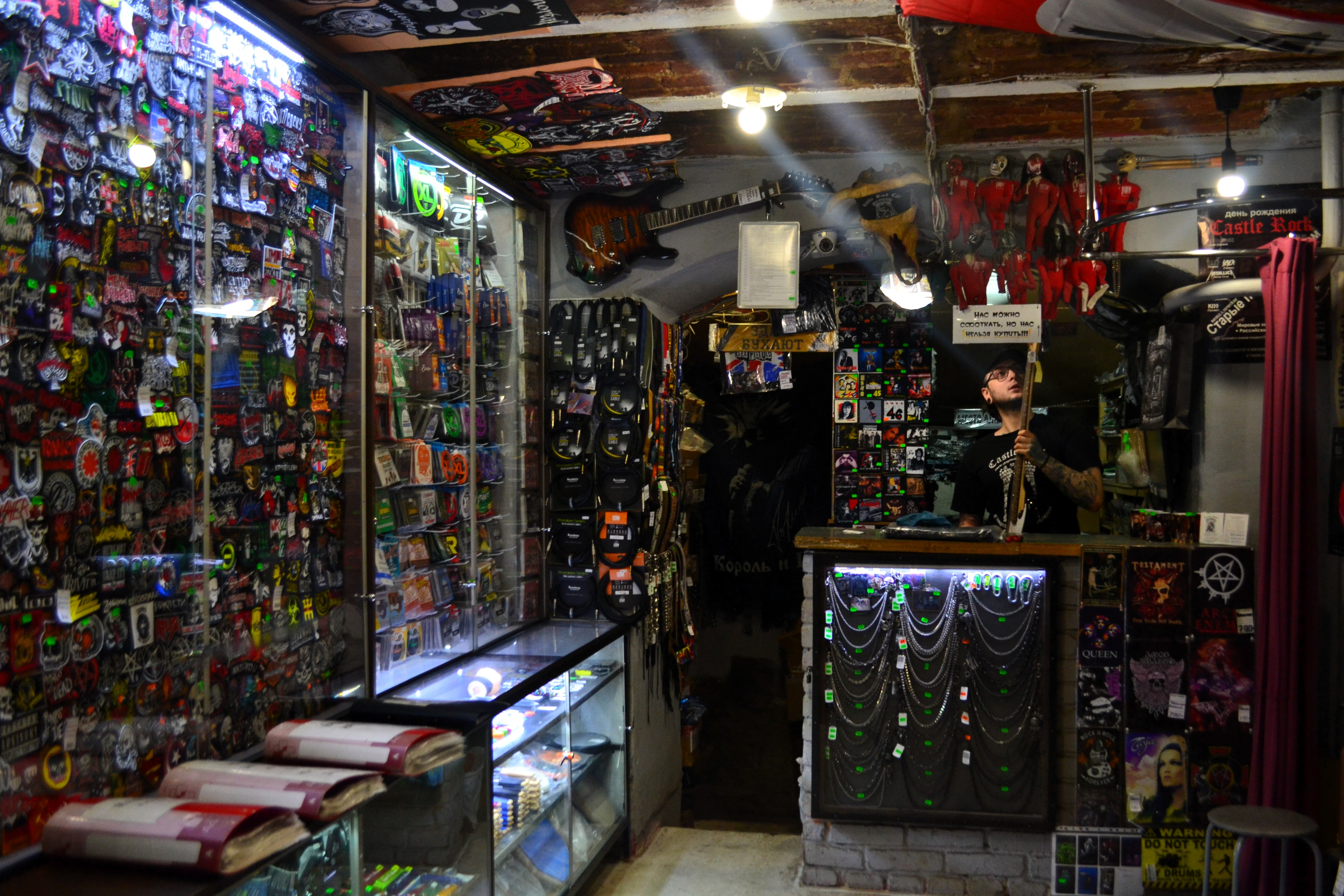
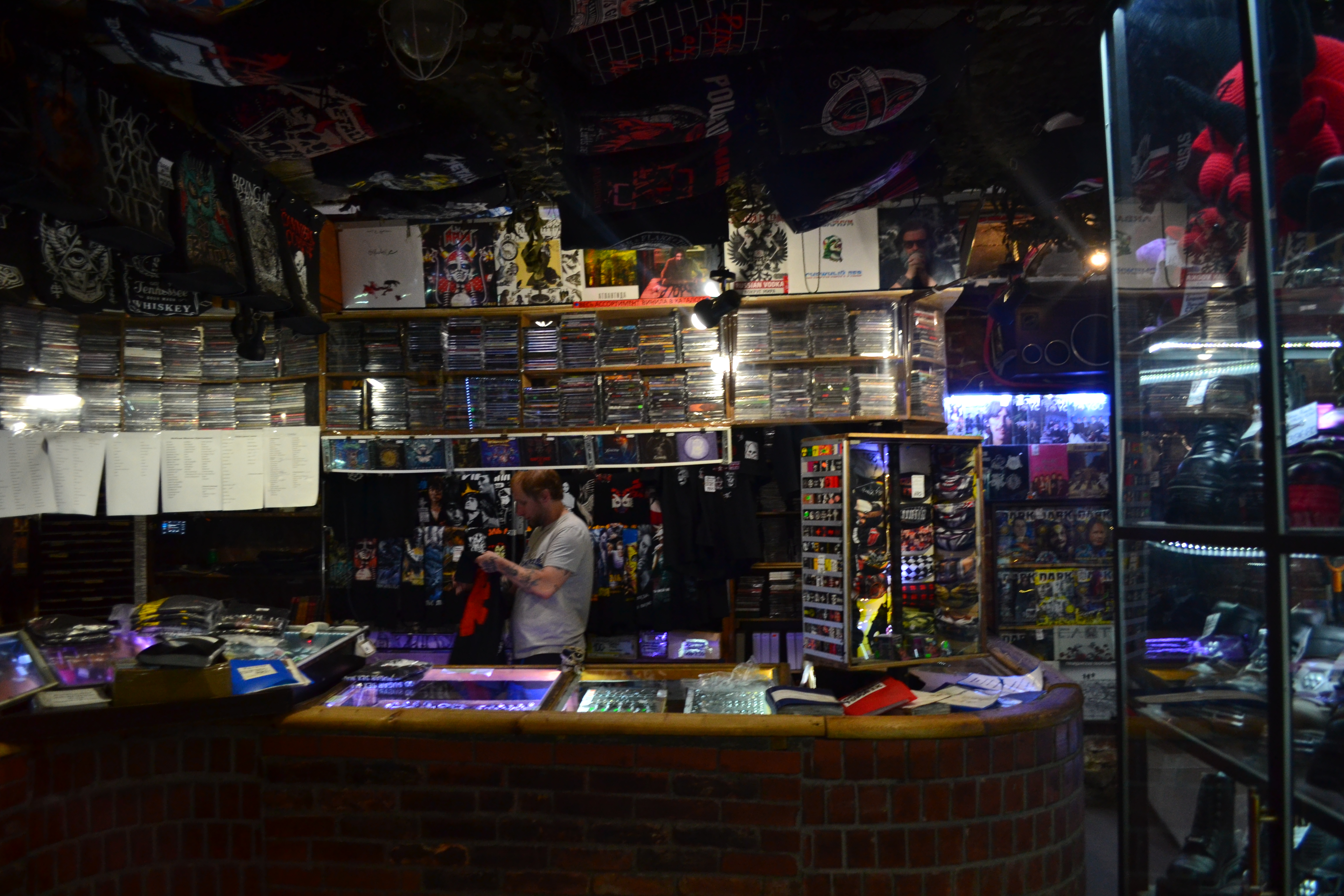
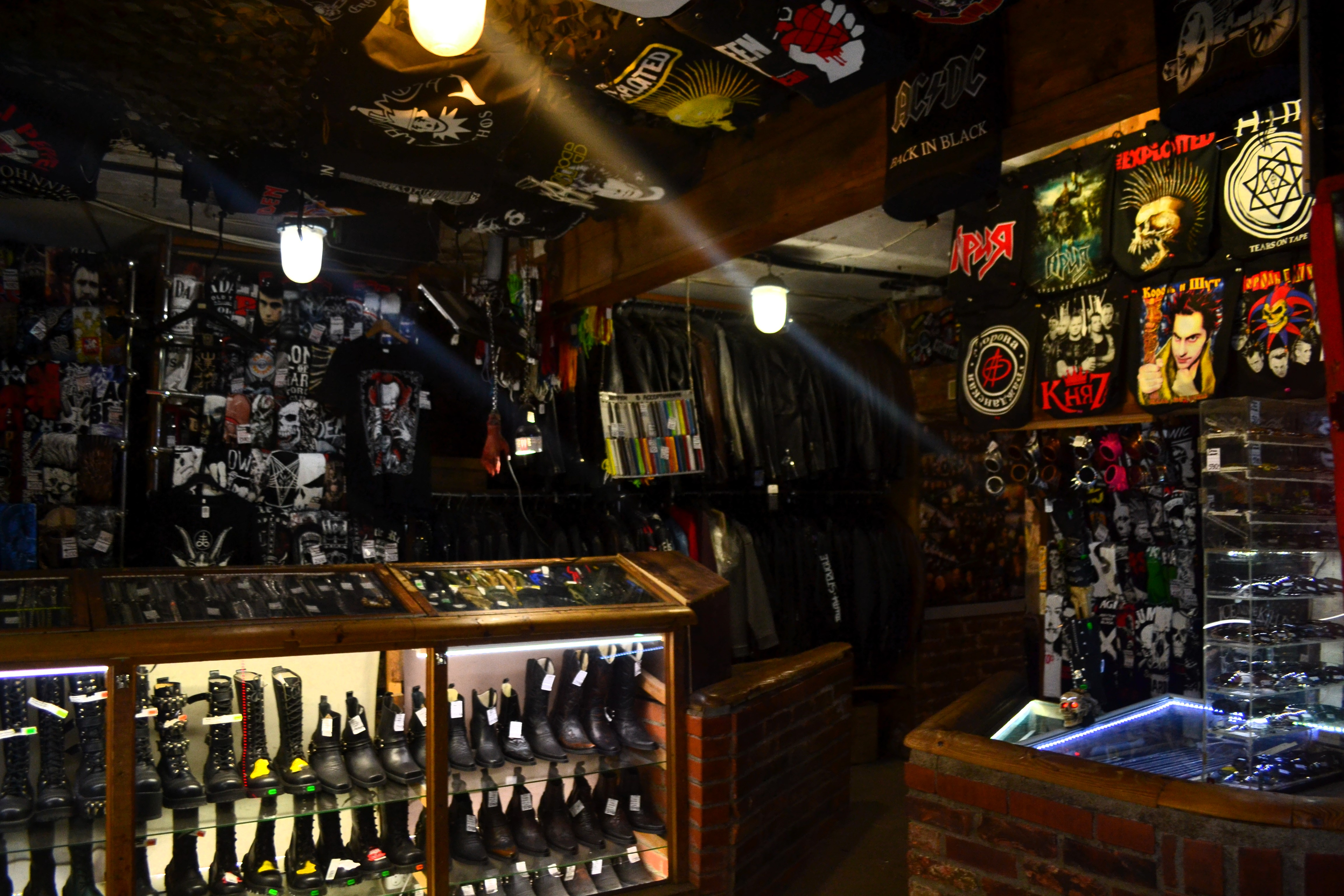
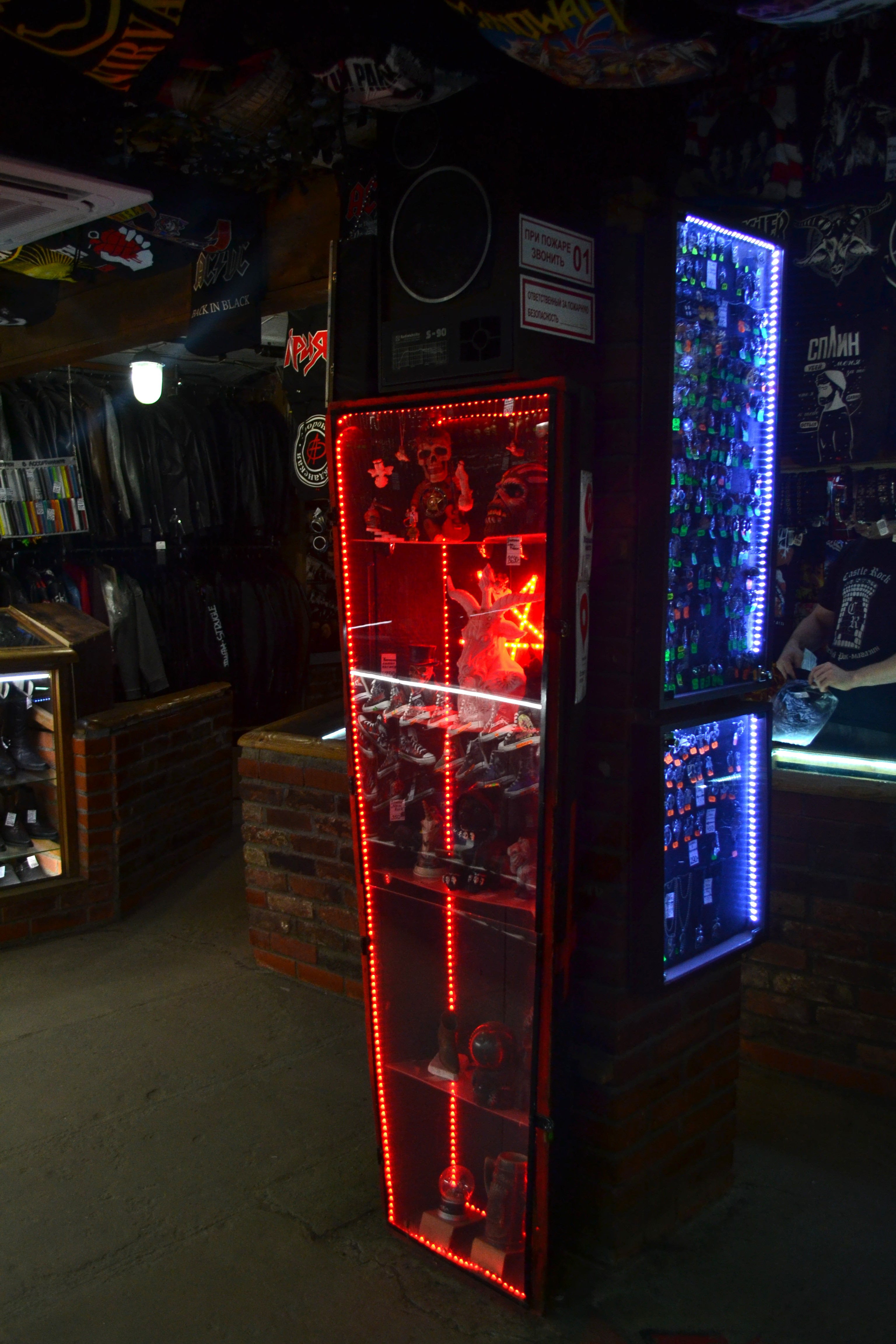
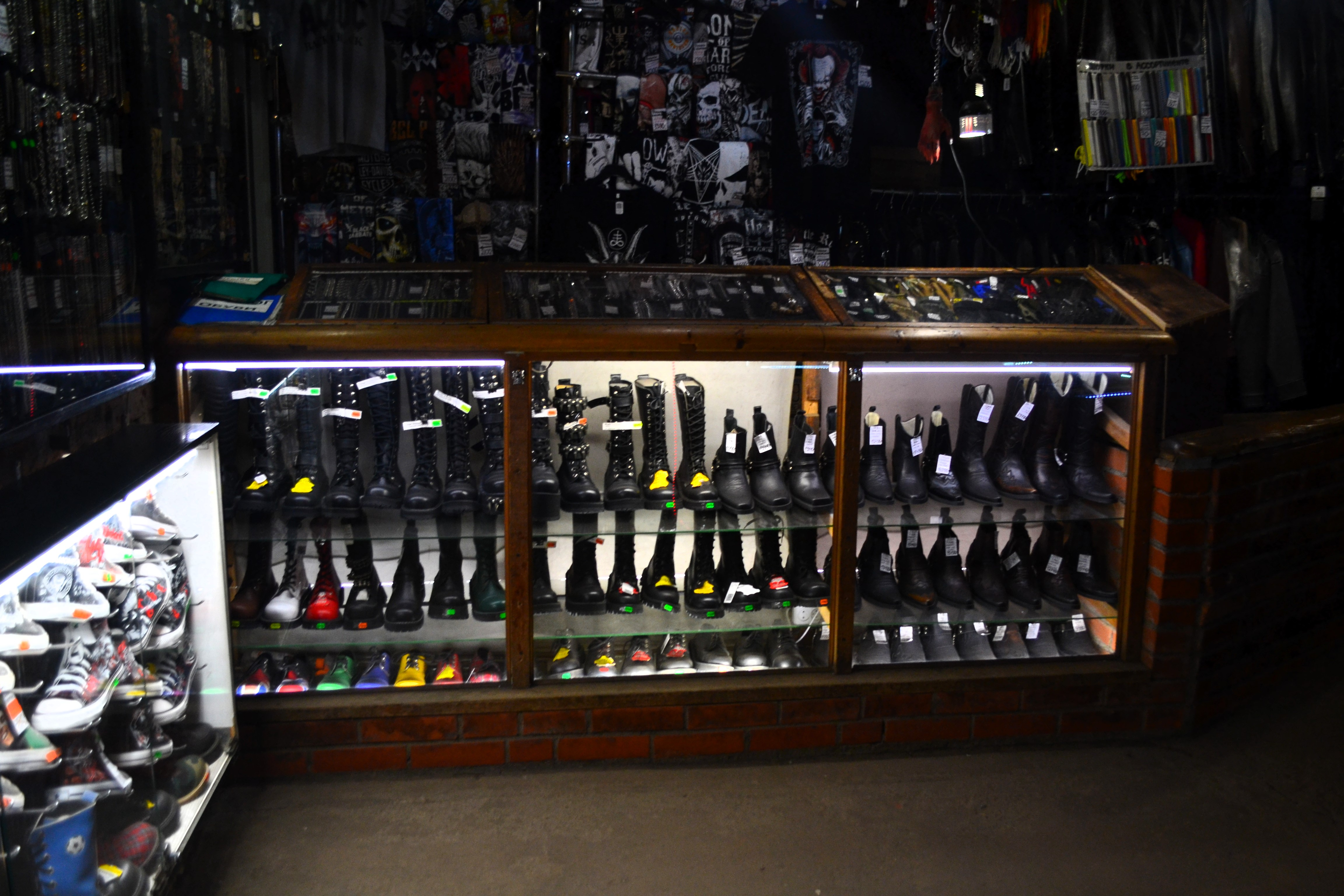